# Carlo Alianello
Carlo Alianello (Roma, 20 marzo 1901 – Roma, 1º aprile 1981) è stato uno scrittore e sceneggiatore italiano.
È, particolarmente, noto per i suoi romanzi storici ambientati in epoca risorgimentale, in cui i protagonisti sono i borbonici sconfitti. Le sue opere lo consacrarono come pioniere di un revisionismo del Risorgimento in chiave nostalgica, e, nonostante le sue aperte simpatie borboniche, non palesò sentimenti secessionisti, considerando anzi un valore il concetto di unità d'Italia e criticando piuttosto le mere modalità storiche mediante le quali tale processo avvenne. Tuttavia, le sue opere sono, ancora oggi, un punto di riferimento per i movimenti affini alla corrente neoborbonica. In veste di sceneggiatore, collaborò con Luchino Visconti, Augusto Genina, Roberto Rossellini e Anton Giulio Majano, il quale si ispirò alle sue opere per la realizzazione di sceneggiati televisivi.

## Biografia

### Inizi
Nacque a Roma da una famiglia di provenienza lucana, suo padre Antonio, ufficiale dell'esercito, era originario di Potenza, mentre sua madre Luisa Salvia era di Tito. Dalla parte paterna, Alianello discendeva da una famiglia fedele alla dinastia borbonica; dal lato materno i suoi ascendenti erano nobili di ideali laico-liberali, i quali, dopo il Risorgimento, avevano partecipato attivamente alla vita politica del nuovo Stato italiano (uno zio materno, Ernesto Salvia, aveva ricoperto gli incarichi di deputato e senatore).
Carlo visse l'infanzia e l'adolescenza senza una dimora fissa per motivi di lavoro del padre. All'età di due anni, si trasferì con i suoi genitori a La Maddalena (Sardegna), frequentando le scuole elementari. Successivamente emigrò a Firenze, ove si iscrisse alla scuola media inferiore. Durante il soggiorno fiorentino si iscrisse alla Congregazione Mariana dei gesuiti, che continuò a praticare per tutta la vita anche quando tornò a Roma. Nella capitale frequentò il liceo e, desideroso di seguire le orme del padre, tentò di intraprendere una carriera nell'esercito ma il suo sogno si vanificò a causa di una forte miopia.

### Attività scolastica, giornalistica e teatrale

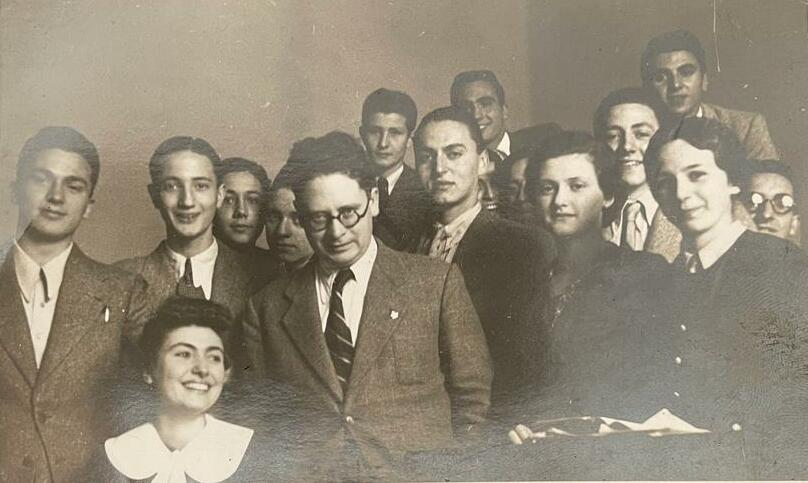
Alianello con i suoi studenti, 1933

Terminate le scuole superiori, Alianello si iscrisse all'università, conseguendo la laurea in lettere e, ottenuta la cattedra di insegnamento, fu docente nei licei di Rieti, Camerino e Roma. Inoltre iniziò a collaborare per testate giornalistiche come Il Mondo di Giovanni Amendola e Nuovo Convito, di proprietà di una nobildonna lucana, la marchesa Maria Del Vasto Celano. In seguito lavorò come pubblicista per altri giornali come il Corriere della Sera, Il Giornale d'Italia, Il Messaggero e Il Caffè.
Durante l'ultima fase della sua carriera, ricoprì l'incarico di ispettore presso il Ministero della Pubblica Istruzione. Fu anche autore di diverse poesie nonché pittore, dedicandosi, nel tempo libero, alla realizzazione di autoritratti e paesaggi. Inizialmente gli interessi letterari di Alianello si orientarono verso il teatro.
Nel 1925 scrisse una commedia che fu rappresentata al "Teatro degli Indipendenti" di Anton Giulio Bragaglia e nel 1928 pubblicò il primo saggio intitolato Il teatro di Maurizio Maeterlinck. Nel 1931, Alianello scrisse un dramma, Giuditta, che non fu mai pubblicato. Sul finire degli anni '30, abbandonò il campo teatrale per ritornarci brevemente nel 1955, con un altro dramma intitolato Luna sulla Gran Guardia, che fu trasmesso anche per radio.

### L'approccio revisionista al Risorgimento

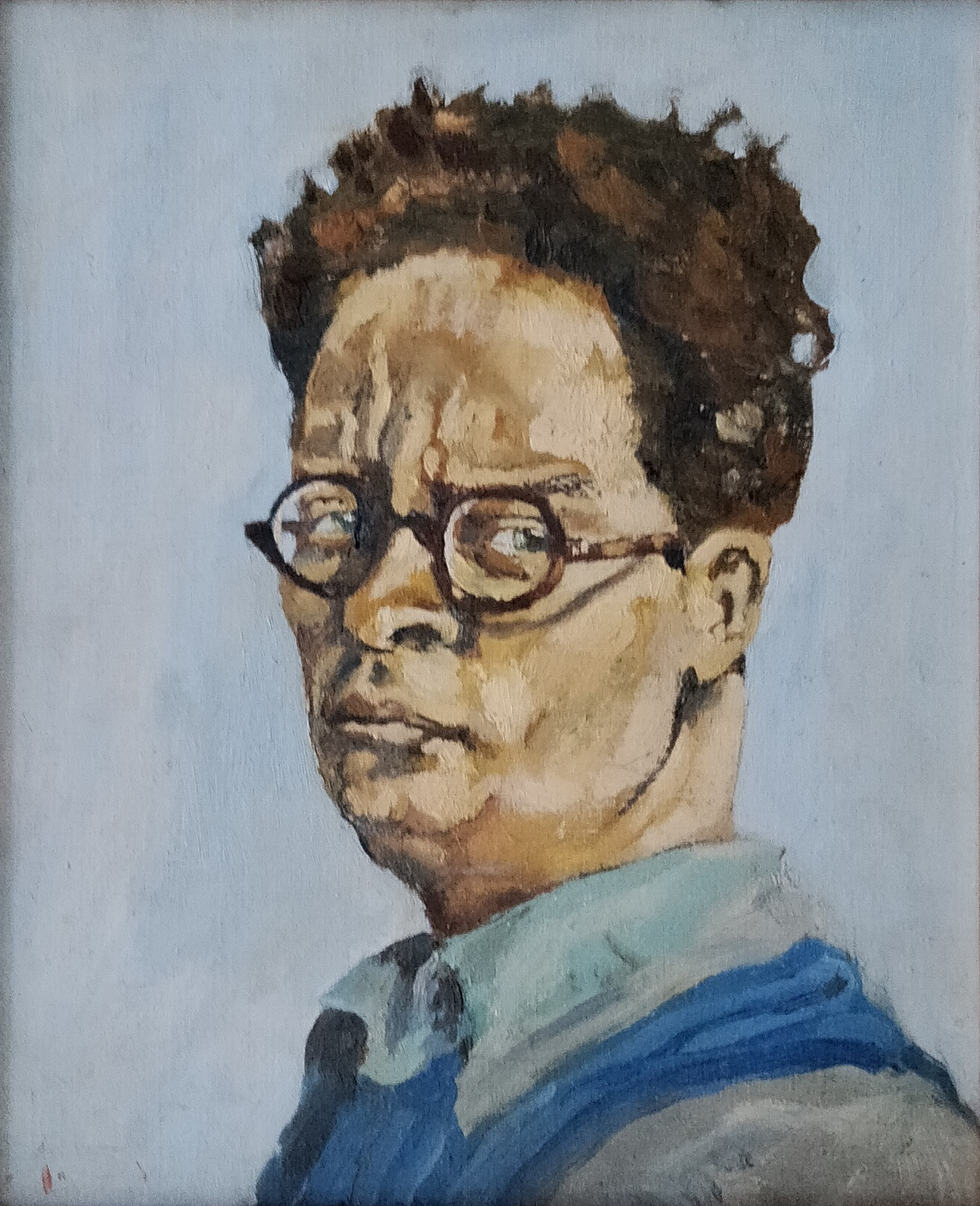
Carlo Alianello, autoritratto del 1930

Lasciato il teatro, Alianello si dedicò al romanzo storico, focalizzandosi sul tema dell'unificazione nazionale. In alcune delle sue successive produzioni, rivisitò la storia della Basilicata e del sud in generale ispirandosi ai ricordi e alla storia dei suoi ascendenti: attraverso suo padre e, ancor di più, attraverso suo nonno, ex ufficiale borbonico originario di Missanello che, per fedeltà alla sua bandiera, rifiutò di prestare giuramento all'esercito sabaudo, quando Francesco II fu detronizzato dalle truppe unitarie.
La sua attività si compone di una sorta di "trittico" narrativo, sul racconto delle vicende storiche del crollo del Regno delle Due Sicilie. L'obiettivo storico, culturale e narrativo di Alianello è una rivisitazione del processo risorgimentale, reinterpretato come un momento drammatico nel quale una potenza straniera occupa uno stato sovrano. Nei suoi scritti, Alianello, con un tono tagliente e dissacrante, accusò i vincitori di manipolazione storica ma senza rinnegare il valore unitario, con l'unico scopo di esporre la propria versione dei fatti sul processo di unificazione. Tuttavia subì accuse di filoborbonismo, le quali determinarono la sua emarginazione dalla corrente maggioritaria letteraria, e le sue tesi non vennero riconosciute dal mondo accademico. Ciononostante, le opere di Alianello riscossero successo e gli valsero alcune premiazioni importanti.
Il suo primo libro revisionista, L'Alfiere (1942), fu un'opera controcorrente che mise in discussione il mito risorgimentale, raccontando una storia alternativa a quella "ufficiale", pubblicata durante il ventennio fascista, in cui l'unità d'Italia e le imprese di Giuseppe Garibaldi erano considerati argomenti intoccabili. Secondo alcuni biografi, per questa presa di posizione contro i dettami del fascismo, Alianello rischiò il confino, il quale fu scongiurato dalla caduta del regime. Secondo altri, risulta poco credibile che nel 1942 il regime potesse preoccuparsi di perseguitare un romanziere che non aveva in alcun modo attaccato il potere, considerando anche che erano già state pubblicate opere narrative e saggi di carattere antirisorgimentale. Con l'avvento della Repubblica, lo scrittore pubblicò altre opere d'impronta revisionista  come Soldati del Re (1952), L'eredità della priora (1963), considerata da alcuni la più importante della sua bibliografia, e La conquista del Sud (1972).

### Altre opere

Alianello nel suo studio di Roma

Accanto al tema risorgimentale, un altro argomento molto caro ad Alianello è la religione. Ne Il mago deluso (1947), l'autore mette in risalto il confronto tra fede e razionalismo. Il romanzo parla di un giovane professore, ateo e materialista, che si trasferisce per motivi di lavoro in una cittadina del meridione, alloggiando presso una famiglia dedita al misticismo. Tale esperienza susciterà nel professore seri dubbi, che lo allontaneranno sempre più dal suo pensiero scettico.
Altri romanzi di ispirazione religiosa sono Maria e i fratelli (1955), la rilettura della storia di Gesù, in cui viene descritto il suo dolore per l'incomprensione dei suoi discepoli e per la non curanza del mondo di fronte alla legge della carità; Nascita di Eva (1966), incentrato sulla figura biblica della compagna di Adamo.
Seguono altre opere come Lo scrittore o della solitudine (1970), romanzo autobiografico; Il galletto rosso (1971), una raccolta di racconti per ragazzi; L'inghippo (1973), la sua ultima testimonianza ambientata nel periodo postrisorgimentale, durante la battaglia di Adua e lo scandalo della Banca Romana. Nel suo ultimo libro, l'autore espone il suo pensiero riguardo alla persistente divisione politico-culturale tra italiani nonostante l'unificazione nazionale.

### Attività di sceneggiatore
Due opere letterarie di Alianello sono state trasposte in sceneggiati televisivi trasmessi dalla RAI: L'Alfiere (1956), con Aroldo Tieri, Domenico Modugno, Maria Fiore e L'eredità della priora (1980), con Alida Valli, Evelina Nazzari e Giancarlo Prete. Entrambi sono stati diretti dal regista Anton Giulio Majano ed Alianello partecipò alle sceneggiature e ai soggetti.
Lo scrittore ha inoltre collaborato alla realizzazione di altre pellicole come Maddalena (1951) di Augusto Genina, Senso (1954) di Luchino Visconti e Viva l'Italia (1961) di Roberto Rossellini.

### Morte
L'autore si spense a Roma in data 1º aprile 1981, all'età di 80 anni. Anni dopo la sua morte, nel 2001 i suoi discendenti donarono il suo archivio al comune di Tito. Nel dicembre 2003 è stato inaugurato il "Fondo Alianello" presso la biblioteca del comune lucano, in collaborazione con la famiglia Alianello, l'amministrazione comunale e il parco della Grancìa. Il fondo, oltre all'esposizione di manoscritti, opere in prosa e in poesia mai pubblicate, contiene quadri, autoritratti, foto, schizzi a matita e oggetti personali.

## Scritti fondamentali

### Il trittico narrativo
L'Alfiere, primo capitolo del suo trittico, descrive la triste sorte di un giovane ufficiale borbonico appena uscito dall'accademia militare della Nunziatella con il grado di "alfiere", subito coinvolto negli eventi burrascosi dell'invasione delle truppe irregolari di Garibaldi che condurranno nel 1861 all'unificazione nazionale italiana. Il romanzo è incentrato sulle vicende militari della caduta dell'ultimo Regno del Sud, avvenuta a causa di tradimenti e complotti dei comandi militari, oscurando le gesta eroiche dei soldati combattenti.
È intriso di etica e il protagonista è guidato da una volontà dettata solo da principi morali, in virtù dei quali il soldato è disposto a combattere anche una battaglia già persa in partenza solo per il senso dell'onore e della fedeltà. Uno degli elementi che permea tutto il trittico narrativo è l'aspetto morale, cui Alianello dedica tutto se stesso, tentando di raccontare la storia attraverso il punto di vista del perdente, cosa che difficilmente si realizza di norma, attribuendo valenza revisionista alle sue opere. L'informazione revisionista parte giudicando che il successo dell'Unità sia maturato a causa di comportamenti moralmente deplorevoli, qualunque fosse il loro scopo.
Il secondo componente del trittico, Soldati del Re, è ambientato durante il moto rivoluzionario del 1848 avvenuto a Napoli. Articolato in tre episodi collegati, il romanzo si distanzia dal mito della rivolta in senso "popolare" descritto nei libri di storia, intravedendo nella rivoluzione, più che eroismo liberale, una rivalità tra la corona e la borghesia, in cui la prima rifiutò un'apertura costituzionale per non cedere alle pretese della seconda, che imponeva la concessione di ogni privilegio. L'autore sta dalla parte del popolo, per lui fedele al re ed estraneo alle beghe e agli interessi delle altre classi sociali.
Mentre L'Alfiere e Soldati del Re sono incentrati sugli aspetti militari, il terzo romanzo L'eredità della priora è incentrato maggiormente sugli aspetti politici della sconfitta borbonica e dell'annessione del Regno delle Due Sicilie al Regno d'Italia. Tema centrale del romanzo è il brigantaggio, attraverso la narrazione dei tentativi di riconquista del Regno da parte dei legittimisti difensori della vecchia dinastia, riconoscendo però in alcuni briganti come Carmine Crocco «il motore e il banditore della rivoluzione contadina, piuttosto che della reazione borbonica». Il romanzo si delinea come un atto di accusa nei confronti della guerra contro il brigantaggio che fu condotta con estrema violenza da parte del regio esercito italiano.

### La conquista del Sude la sua valenza revisionista
(Carlo Alianello)
L'esperimento letterario narrativo dei tre romanzi storici sarà il terreno su cui Alianello preparerà la sua opera ultima del revisionismo risorgimentale: La conquista del Sud. Il libro descrive l'invasione del Regno delle Due Sicilie attraverso una vasta documentazione, anche inedita, frutto anche di personali ricerche dell'autore, soffermandosi in particolare sulla narrazione di avvenimenti significativi o poco noti. Il racconto inizia con il soggiorno del politico inglese William Gladstone alla corte del re Ferdinando II di Borbone. Gladstone, secondo l'autore, avrebbe scaturito una propaganda diffamatoria nei confronti del reame borbonico, frutto di una cospirazione tra Gran Bretagna e Regno di Sardegna, con l'obiettivo di trarne ricavi economici dall'annessione del Regno delle Due Sicilie al futuro Regno d'Italia.
Anche in questo caso, Alianello non vide un'adesione popolare all'ideale di unificazione, sostenendo che fu propugnato da «politicanti e studiosi del Nord e del Sud», da «gente magari in buona fede, ma che ignorava i fatti [...] oppure gente che voleva nascondere qualcosa» e glorificato solamente dalle classi più agiate per interessi personali. L'opera prosegue con una rivalutazione dello status del regno delle Due Sicilie e dell'operato di Ferdinando II, passando per la spedizione di Garibaldi (che, secondo lo scrittore, raggiunse il suo obiettivo più per il tradimento delle alte cariche borboniche che per l'eroismo garibaldino) fino ad arrivare al brigantaggio, soffermandosi sugli eccidi del regio esercito, tra cui il più noto ai danni dei comuni di Pontelandolfo e Casalduni.
Non mancano tra le sue critiche anche politici e intellettuali del Mezzogiorno, come Francesco Crispi e Benedetto Croce, da lui accusati di acquiescenza verso la politica e le leggi che tendevano ad avvantaggiare il nord rispetto al sud e meridionalisti come Giustino Fortunato, da lui definito «troppo lodato», contestato dallo scrittore per non aver «difeso il suo paese a viso aperto» e ricordando che i suoi ascendenti erano manutengoli dei briganti. Alianello sarà eletto come caposcuola da numerosi revisionisti che ne seguirono l'idea, in virtù della circostanza che all'interno dei loro scritti è spesso presente nella loro bibliografia almeno un titolo dello scrittore basilicatese.

## Opere
- Il teatro di Maurizio Maeterlinck, 1928
- L'Alfiere, Giulio Einaudi Editore, 1942; Rizzoli, BUR, 2011
- Introduzione al Bruto I, 1945
- Il mago deluso, 1947
- Soldati del Re, Arnoldo Mondadori Editore, 1952; Hacca, 2011
- Luna sulla Gran Guardia, 1955
- Maria e i fratelli, 1955
- L'eredità della priora, 1963; Osanna Edizioni, 2011
- Teatro codino, 1965
- Nascita di Eva, 1966
- Lo scrittore o della solitudine, 1970
- Il galletto rosso, 1971
- La conquista del Sud, 1972; Il Cerchio, 2010
- L'inghippo, Rusconi Editore, 1973

## Riconoscimenti
- Premio Bagutta, Il mago deluso[13]
- Premio Marzotto, Soldati del Re[13]
- Premio Campiello (finalista), L'eredità della Priora[14]
- Premio Lo Specchio, L'inghippo[15]